# 表观速度
表观速度（或表观流速，空塔速度）是指在多相流或多孔介质流动工程中，所给定的一种假定的流速，其计算方式为将给定的相或流体视作通过某一确定的横截面（或一确定区域）中唯一流动的相或流体，截面（或区域）中存在的其他相、颗粒、多孔介质的骨架等被忽略。
表观速度在工程学上应用广泛，这是因为它的值往往已知，并且没有歧义。相反，在复杂流系统中流体穿过所在区域的真实的速度却因为条件不同，太过复杂而用的较少。
表观速度({\displaystyle u_{s}})可以表示为：
{\displaystyle u_{s}={\frac {Q}{A}}}
其中：
- {\displaystyle u_{s}} - 给定相的表观速度，单位为{\displaystyle m/s}
- {\displaystyle Q} - 该相的体积流量，单位为{\displaystyle m^{3}/s}
- {\displaystyle A} - 横截面积，单位为{\displaystyle m^{2}}

当使用孔隙度的概念时，平流速度和表观速度之间的相关性可以表示为（对于一维流动）：
{\displaystyle u_{s}=\phi u}
其中：
- {\displaystyle \phi }是孔隙率，无量纲
- {\displaystyle u} 是平均流体速度（排除其他相、固体等），单位为{\displaystyle m/s}。

但局部的物理速度仍然可能与平均流体速度不同，这是由于局部流体流动的矢量不必与平均流动的矢量平行。此外，流动通道中可能存在局部收缩。